# Способност
Способност је појам који се односи на диспозицију организма за успешно вршење одређене активности, независно од мотивације, увежбаности и искуства. У психологији, способност је концептуализована у виду наслеђене анатомско-физиолошке структуре која се обликује под утицајем друштвене средине, вежбања и личне активности. Способности могу бити сензорне, моторне, механичке и интелектуалне, што се испитује и мери тестом способности. Егзактно утврђивање степена развијености појединих способности појединца веома је важно приликом избора школе и занимања, а врши се тестирањем у оквиру професионалне оријентације и професионалне селекције.